# Translucens
Translucens (även genomlysande, halvgenomskinlighet eller translucent) är en materialegenskap som innebär att ljus släpps igenom, men att detaljer bakom det genomlysande materialet inte kan urskiljas klart, till skillnad från transparens (genomskinlighet). Exempelvis är matterat glas och opalglas (mjölkglas) translucenta. Orsaken är att ljuset sprids vid inhomogeniter och gränsytor inom materialet.